# Hohenbocka
Hohenbocka (Sorbisch: Bukow) is een gemeente in de Duitse deelstaat Brandenburg, en maakt deel uit van de Landkreis Oberspreewald-Lausitz.
Hohenbocka telt 990 inwoners.

## Demografie
| Jaar | Inwoners |
| ---- | -------- |
| 1875 | 700      |
| 1890 | 700      |
| 1910 | 1 000    |
| 1925 | 1 164    |
| 1933 | 1 300    |
| 1939 | 1 538    |
| 1946 | 1 697    |
| 1950 | 1 630    |
| 1964 | 1 465    |
| 1971 | 1 435    |

| Jaar | Inwoners |
| ---- | -------- |
| 1981 | 1 269    |
| 1985 | 1 181    |
| 1989 | 1 134    |
| 1990 | 1 098    |
| 1991 | 1 082    |
| 1992 | 1 076    |
| 1993 | 1 092    |
| 1994 | 1 098    |
| 1995 | 1 109    |
| 1996 | 1 113    |

| Jaar | Inwoners |
| ---- | -------- |
| 1997 | 1 139    |
| 1998 | 1 165    |
| 1999 | 1 187    |
| 2000 | 1 210    |
| 2001 | 1 209    |
| 2002 | 1 195    |
| 2003 | 1 194    |
| 2004 | 1 191    |
| 2005 | 1 177    |
| 2006 | 1 161    |

| Jaar | Inwoners |
| ---- | -------- |
| 2007 | 1 146    |
| 2008 | 1 127    |
| 2009 | 1 113    |
| 2010 | 1 098    |
| 2011 | 1 041    |
| 2012 | 1 022    |
| 2013 |          |

Gegevensbronnen worden beschreven in de Wikimedia Commons.
Altdöbern ·
Bronkow ·
Calau ·
Frauendorf ·
Großkmehlen ·
Großräschen ·
Grünewald ·
Guteborn ·
Hermsdorf ·
Hohenbocka ·
Kroppen ·
Lauchhammer ·
Lindenau ·
Lübbenau ·
Luckaitztal ·
Neu-Seeland ·
Neupetershain ·
Ortrand ·
Ruhland ·
Schipkau ·
Schwarzbach ·
Schwarzheide ·
Senftenberg ·
Tettau ·
Vetschau/Spreewald